# Asconema
Asconema is een geslacht van sponsdieren uit de klasse van de Hexactinellida.

## Soorten
- Asconema foliatum (Fristedt, 1887)
- Asconema fristedti Tabachnick & Menshenina, 2007
- Asconema megaatrialia Tabachnick & Menshenina, 2007
- Asconema setubalense Kent, 1870
- Asconema topsenti Tabachnick & Menshenina, 2007